# Zeit im Bild
Zeit im Bild, w skrócie ZIB – austriacki program informacyjny emitowany od 26 listopada 1955 głównie na antenie ORF 1 oraz ORF 2.

## Historia
Pierwsze wydanie Zeit im Bild zostało wyemitowane 26 listopada 1955 o godz. 20.30, natomiast regularnie od 5 grudnia tego samego roku o godzinie 17.00 oraz 19.00. Początkowo program opierał się na Nine O’Clock News emitowanego na antenie BBC, gdzie prezenter odczytywał aktualności przez około 30 minut.
3 lutego 1975 emisję Zeit im Bild przesunięto na godz. 19.30, a także stworzono dwa osobne wydania: Zeit im Bild 1, który emitowany był na antenie FS1, oraz Zeit im Bild 2 – na FS2. Pierwsze wydanie ZIB od początku było zaprojektowane jako „Newsshow” lub „studio broadcast”. Informacje były mieszane z rozrywką i nie musiały zawierać wszystkich elementów raportowania, a zamiast wielu krótkich informacji starano się uzyskać dłuższe i dokładniejsze pokrycie tła. Był to też przegląd wiadomości, a „temat dnia” został bardziej szczegółowo opisywany w późniejszym okresie. W ZIB 2 byli odpowiedzialnymi prezenterami, którzy sami byli w dużej mierze odpowiedzialni za swoje działania. W tym samym czasie wprowadzono również technikę niebieskiego ekranu.
Od 22 października 1979 zmieniono formułę wydania ZIB 2, które wyemitowane było w ramach programu Zehn vor zehn (w godzinach 21.50-22.20). Był to konwencjonalny program informacyjny o charakterze nocnym bez udziału akcji studyjnej. Oprócz bieżących aktualności przedstawiono dodatkowe informacje wyjaśniające i informacyjne. W porównaniu z ZIB 1 było więcej miejsca na reportaże, wywiady na żywo w studio lub przełączanie rozmów, a także wykorzystano telepromptery.
W 1984 roku powstało biuro informacyjne, w którym wszyscy ludzie zaangażowani w produkcję programu Zeit im Bild zostali zebrani w jednym pomieszczeniu, aby ułatwić lepszą komunikację wewnętrzną. Zgodnie z międzynarodowym trendem mówcy zostali porzuceni i tylko profesjonalni dziennikarze mogli być wykorzystani jako prezenterzy. Dotychczasowa melodia tytułowa w wariacjach została zastąpiona przez wariacje walca Nad pięknym modrym Dunajem. Od 26 marca 1984 program Zehn vor zehn ponownie został przemianowany na Zeit im Bild 2 i emitowany był od poniedziałku do piątku o 21.15. Program został skrócony do 20 minut na korzyść rozszerzonej relacji kulturalnej z czasopismem kulturalnym. Przede wszystkim zamiarem było dostarczenie wiadomości, których nie można już było uwzględnić w ZIB 1. Od 28 września 1987 r. transmisja ZIB 2 została przeniesiona na godzinę 22:00, która obowiązuje do dziś.
W 1990 roku opracowano nową koncepcję wydania ZIB 2 – program miał być zrównoważoną mieszanką wiadomości, informacji podstawowych i elementów rozrywkowych. Szczególną wagę przywiązywano do elementów na żywo, a postać studyjna ponownie stała się jedną z kluczowych cech projektu. Do tego czasu wszystkie biura redakcyjne zostały połączone, natomiast wprowadzono oddzielnego zastępcy redaktora naczelnego dla każdego programu. 1 stycznia 1991 nazwa ZIB 1 została zmieniona na Zeit im Bild, Ausgabe 19.30, zaś ZIB 2 w Zeit im Bild, Ausgabe 22.00.
W latach 1998–2007 emitowane było również trzecie wydanie (Zeit im Bild 3) o godzinie 3.00.
W 1984 roku redakcja skupiała się na dwóch programach informacyjnych produkowanych codziennie. Jednak po atakach terrorystycznych z 11 września 2001, nieprzerwanie przez 43 godziny wyemitowano 120 specjalnych wydań programu Zeit im Bild. 2 maja 2002 zostało uruchomione nowe biuro informacyjne, które pozwalało na logistyczne i techniczne wysyłanie aktualności przez 24 godziny z większą gęstością.
Wcześniej przez jakiś czas korzystano z cotygodniowej zmiany moderatora, od 14 października 2002 powrócono do indywidualnej moderacji. Przez krótki czas emitowano również wydanie ZIB o godzinie 12.00, jednak szybko zostało zdjęte z powodu wysokich kosztów.
Od 5 lipca 2004 Zeit im Bild emitowane również jest na antenie ORF 2 Europe z satelity Astra.
Wiosną 2007 oddział informacyjny ORF został zrestrukturyzowany i rozszerzony. Najważniejszą zmianą była dyskusja w artykule redakcyjnym o zmianie godziny emisji ZIB na obu kanałach, w efekcie czego główne wydania ZIB 1 oraz ZIB 2 są emitowane na antenie ORF 2. Newsflash został przemianowany na ZIB Flash, które było emitowane w soboty i niedziele.
Rozpoczęto również emisję ZIB 20:00 na antenie ORF 1, zawierające aktualności w ciągu prawie 10 minut, a także wprowadzono 20–minutowy magazyn o nazwie ZIB 24, nadawany od poniedziałku do piątku o około 24.00 na ORF 1, zastępując przy tym ZIB 3.
Od 19 stycznia 2015 główne wydania ZIB emitowane są w nowym studio, które zostało podzielone na odpowiednią część wydania ZIB, a lewe na transmisje czasopism. Ponadto studio otrzymało nową ścianę wideo 360°, używane na całym obszarze. Reprezentacja istniejącej już marki „world globe” została ulepszona dzięki importowi nowych zdjęć satelitarnych NASA. Projekt został odświeżony bardziej jaskrawymi kolorami, zgodnie z założeniami ORF. Elementy graficzne zostały dostosowane, a logo ZIB ma teraz czerwone tło przypominające logo ORF zamiast niebieskiego używanego w latach 90.
13 stycznia 2019 rozpoczęto emisję ZIB 2 w niedziele o 21.50 pod nazwą ZIB 2 am Sonntag, które prowadzone są przez Martina Thüra.
8 kwietnia 2019 emisje ZIB na antenie ORF 1 zostały zrestrukturyzowane. Emisję ZIB Flash przeniesiono z 18.00 na 17.05 i wprowadzono ZIB 18, a także nowy magazyn o nazwie Magazin 1, natomiast ZIB 24 zostało przemianowane na ZIB Night i emitowane jest między 22.40 a 23.20.

## Prezenterzy ZIB

### Obecni
| Rok  | Prezenter                | Wydanie | Źródło |
| ---- | ------------------------ | --- | ------ |
| 2013 | Eser Akbaba              | Prognoza pogody na antenie ORF 1                                                                                                   |        |
| 2012 | Nadja Bernhard           | ZIB 1, ZIB 17.00, ZIB 100 i Spät-ZIB; do 2018 również: ZIB 9.00, ZIB 11.00, ZIB 13.00 und ZIB 2 (prezenterka rezerwowa)            | [ 11 ] |
| 1998 | Dieter Bornemann         | ZIB 13.00 |        |
| 2013 | Sigi Fink                | Prognoza pogody na antenie ORF 1                                                                                                   |        |
| 2019 | Mariella Gittler         | ZIB 18, ZIB 20, ZIB Nacht i ZIB Flash                                                                                              |        |
| bd.  | Stefan Hartl             | ZIB 13.00 |        |
| 2002 | Susanne Höggerl          | ZIB 1, ZIB 17.00, ZIB 100 i Spät-ZIB                                                                                               | [ 11 ] |
| 1995 | Christa Kummer           | Prognoza pogody na antenie ORF 2                                                                                                   |        |
| 2019 | Margit Laufer            | Krótkie wydania ZIB w czasie pasma porannego „Guten Morgen Österreich”, ZIB 9.00, ZIB 11.00 i ZIB 13.00                            |        |
| 2001 | Tarek Leitner            | ZIB 1, ZIB 2 (prezenter rezerwowy), ZIB 17.00, ZIB 100 oraz Spät-ZIB                                                               | [ 11 ] |
| 1999 | Lou Lorenz-Dittlbacher   | ZIB 2, ZIB 2 History | [ 12 ] |
| 2016 | Rosa Lyon                | Krótkie wydania ZIB w czasie pasma porannego „Guten Morgen Österreich”, ZIB 9.00, ZIB 11.00 i ZIB 13.00                            |        |
| 2013 | Gerhard Maier            | ZIB 18, ZIB 20, ZIB Nacht i ZIB Flash                                                                                              |        |
| 2014 | Johannes Marlovits       | ZIB 1, ZIB 17:00 i Spät-ZIB | [ 11 ] |
| 2016 | Rainer Mostbauer         | Krótkie wydania ZIB w czasie pasma porannego „Guten Morgen Österreich” (jako prezenter rezerwowy), ZIB 9.00, ZIB 11.00 i ZIB 13.00 |        |
| 2018 | Jürgen Pettinger         | ZIB 18, ZIB 20, ZIB Nacht i ZIB Flash                                                                                              |        |
| 2019 | Tobias Pötzelsberger     | Krótkie wydania ZIB w czasie pasma porannego „Guten Morgen Österreich”, ZIB 9.00, ZIB 11.00 i ZIB 13.00                            |        |
| bd.  | Georg Ransmayr           | ZIB 13.00 |        |
| 2016 | Peter Teubenbacher       | Krótkie wydania ZIB w czasie pasma porannego „Guten Morgen Österreich”, ZIB 9.00, ZIB 11.00 i ZIB 13.00                            |        |
| 2019 | Martin Thür              | ZIB 2 am Sonntag i ZIB 2 | [ 12 ] |
| 2002 | Christoph Varga          | ZIB 13.00 |        |
| 2004 | Marcus Wadsak            | Prognoza pogody na antenie ORF 2                                                                                                   |        |
| 2002 | Christiane Wassertheurer | ZIB 18, ZIB 20, ZIB Nacht i ZIB Flash                                                                                              |        |
| 2019 | Katja Winkler            | ZIB 13.00 |        |
| 2002 | Armin Wolf               | ZIB 2 i ZIB 2 History | [ 12 ] |
| 2004 | Marie-Claire Zimmermann  | ZIB 9.00, ZIB 11.00 und ZIB 13.00; do 2017: ZIB 1, ZIB 17.00, ZIB 100 und Spät-ZIB (prezenterka rezerwowa)                         |        |
| 2006 | Lisa Gadenstätter        | ZIB Flash, ZIB 20 i ZIB 24 | [ 13 ] |
| 1999 | Roman Rafreider          | ZIB 20, ZIB 24 i ZIB Flash (w soboty, niedziele i dni wolne)                                                                       | [ 13 ] |

### Byli
- Angelika Ahrens (1999–2017, ZIB 13.00)
- Gertrude Aubauer (1986–1994 ZIB 1)
- Annemarie Berté (1975–? ZIB 2)
- Josef Broukal (1984–? ZIB 2,?-2004 ZIB 1)
- Margit Czöppan
- Klaus Edlinger
- Matthias Euba (2002–2013 ZIB-Flash, ZIB 20 und ZIB 24)
- Birgit Fenderl (1998–2018 ZIB 9:00, 11:00, 13:00)
- Peter Fichna (1959–1975 ZIB)
- Eugen Freund (1986–1987 ZIB 2, 2011–2013 ZIB 1)
- Thomas Fuhrmann
- Stefan Gehrer (2002–2003 und 2018 ZIB 1, 2008–2018 ZIB 9:00, 11:00, 13:00)
- Ernst Gelegs (1992–1996 ZIB 9:00, ZIB 13:00, Spät-ZIB)
- Herbert Gnedt
- Gerald Groß (2001–2011 ZIB, 2004–2011 Zeit im Bild)
- Rainer Hazivar (2010–2018 ZIB, 2014–2018 Zeit im Bild)
- Hans Georg Heinke (1975–2008 ZIB)
- Robert Hochner (1979–2001 ZIB 2)
- Herbert Kragora
- Yvonne Lacina (2012–2013 ZIB Flash)
- Hans Lazarowitsch[14]
- Walter Richard Langer (1965–1995 ZIB)
- Frank Lester (1968–? ZIB)
- Gerlinde Maschler
- Horst Friedrich Mayer (1977–1997 Zeit im Bild)
- Tiba Marchetti (2000–2010 ZIB)
- Hubert Nowak
- Elmar Oberhauser (1989–1995 ZIB 2)
- Wolfram Pirchner (1993–1995 ZIB 1)
- Gerd Prechtl (1964–?; ZIB2–Start)[14]
- Heribert Queste
- Ricarda Reinisch
- Wolfgang Riemerschmid
- Annette Scheiner (1989–2002 ZIB)
- Günter Schmidt (1972–1992)
- Dieter Seefranz (Zehn vor zehn)
- Helmut Sigmund
- Herbert Slavik
- Danielle Spera (1988–2007 ZIB1, 2007–2010 Zeit im Bild)
- Clarissa Stadler (1999–2007 ZIB)
- Alfred Stamm (Zehn vor zehn)
- Ursula Stenzel
- Hans Paul Strobl (Zehn vor zehn)
- Ingrid Thurnher (1995–2007 und 2009–2010 ZIB 2, 2007–2008 Zeit im Bild, 2008–2016 Runder Tisch)
- Martin Traxl
- Claudia Unterweger (2011–2013 ZIB-Flash)
- Hannelore Veit (1993–2002 ZIB 1, 2002–2008 ZIB, 2008–2012 Zeit im Bild)
- Gerhard Vogl
- Cornelia Vospernik (1999 Spät-ZIB)
- Herbert Weissenberger
- Günther Ziesel (1975–1981 ZIB 2)

## Wydania ZIB
| Wydanie          | Pora emisji                                                                | Długość         | Stacja telewizyjna | Źródło        |
| ---------------- | -------------------------------------------------------------------------- | --------------- | ------------------ | ------------- |
| ZIB              | poniedziałek–piątek 7.00 i 8.00                                            | ok. 8 minut     | ORF 2              | [ 15 ] [ 16 ] |
| ZIB              | poniedziałek–piątek 7.30 i 8.30                                            | ok. 3 minut     | ORF 2              | [ 17 ] [ 18 ] |
| ZIB 9:00         | codziennie 9.00                                                            | 5–8 minut       | ORF 2              | [ 19 ]        |
| ZIB 11:00        | sobota 11.00                                                               | ok. 4 minut     | ORF 2              | [ 20 ]        |
| ZIB 13:00        | codziennie 13.00                                                           | 10–15 minut     | ORF 2              | [ 21 ]        |
| ZIB 17:00        | codziennie 17.00                                                           | 5–7 minut       | ORF 2              | [ 22 ]        |
| ZIB 1            | codziennie 19.30                                                           | 15–20 minut     | ORF 2              | [ 11 ]        |
| ZIB Magazin      | codziennie 20.00                                                           | 6 minut         | ORF 1              | [ 23 ]        |
| ZIB 2            | poniedziałek–piątek 22.00                                                  | 25 minut        | ORF 2              | [ 24 ]        |
| ZIB 2 am Sonntag | niedziela 21.50                                                            | 20 minut        | ORF 2              | [ 24 ]        |
| ZIB 2 Spezial    | sobota, niedziela, dni wolne oraz specjalne wydarzenia                     | ok. 35 minut    | ORF 2              |               |
| Spät-ZIB         | sobota i dni wolne 21.45                                                   | 5 minut         | ORF 2              | [ 25 ]        |
| ZIB 3            | poniedziałek–piątek, ok. 23.00                                             | 8 minut         | ORF 1              | [ 26 ]        |
| ZIB flash        | codziennie ok. 16.15, 17.45 i 21.50 (ok. 17.00 i 18.00 w weekend i święta) | 3 minuty        | ORF 1              | [ 27 ]        |
| ZIB 100          | poniedziałek–piątek, między 17.00 a 17.30                                  | 100 sekund      | ORF III            | [ 28 ]        |
| ZIB Spezial      | przy specjalnych, aktualnych wydarzeniach                                  | brak ograniczeń | głównie ORF 2      |               |
| ZIB 2 History    | przy okazji rocznic, specjalne wydarzenia historyczne                      | ok. 45 minut    | ORF 2              |               |